# Кріплення для лав

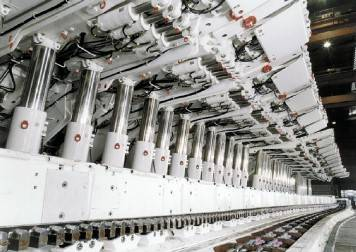
Агрегатне гідравлічне кріплення для лав

Крі́плення для лав (рос. крепь для лав, англ. longwall support) – гірничотехнічна конструкція, що зводиться в очисних вибоях для забезпечення їхньої стійкості, технологічної цілісності, а також протидії гірничому тискові. Залежно від виду застосовуваного матеріалу, розрізняють кріплення дерев’яне, металеве і змішане. Залежно від допустимих деформацій, розрізняють жорстке й податливе К.д.л. За виконуваною функцією - спеціальне, підтримуюче (тримальне), захисно-підтримуюче (захисно-тримальне), огороджувальне, підпірне, ізоляційне, зміцнювальне, комбіноване, посадкове, механізоване. Залежно від тривалості використання, розрізняють постійне та тимчасове К.д.л. За конструктивними ознаками розрізняють також К.д.л. індивідуальне, механізоване, органне, органну стінку, рамне (кріпильна рама), штангове, костер, пневматичне, стояк та ін.

## Види
- Кріплення для лав агрегатне — механізоване кріплення очисних виробок, що складається із кінематично з'єднаних між собою окремих елементів (секцій). Застосовується в основному на вугільних шахтах. Основні вузли секції К.д.л.а.: основа, огорожа, перекриття, стояки, гідродомкрат пересування. В Україні близько 90% очисних вибоїв обладнані агрегатними механізованими кріпленнями. Типи агрегатних кріплень: М87, М88, КД80, М103, М130, КМТ та ін.
- Кріплення для лав анкерне — кріплення, що являє собою болт, на одному кінці якого є клиновий замок, а на іншому – опорна плита чи гайка. Застосовується як допоміжне та у т. зв. «австралійській лавній технології».
- Кріплення для лав жорстке — кріплення, деформація якого не виходить за межі пружності.
- Кріплення для лав огороджувальне — кріплення, функцією якого є огородження привибійного простору.
- Кріплення для лав органне — переносне кріплення з одного чи декількох прямолінійних рядів стояків, поставлених один біля одного на відстані, що не перевищує діаметра стояка, паралельно вибою на межі обвалення покрівлі. Застосовується також як засіб охорони виїмкових підготовчих виробок, кріплення берми і т. ін. При цьому стояки встановлюються вздовж берми штреку. Див. також органна стінка, кріплення органне.
- Кріплення для лав підтримуюче — кріплення, основною функцією якого є підтримування покрівлі та бокових порід у привибійному просторі.
- Кріплення для лав механізоване — пересувне кріплення, призначене для підтримування бокових порід, керування покрівлею і пересування вибійного конвеєра. Є комплектне, агрегатне, стругове, щитове К.д.л.м., а також К.д.л.м. з дистанційно-автоматичним керуванням. Див. кріплення механізоване.
- Кріплення для лав пневматичне — кріплення, силові елементи якого виконано з м’яких, наповнених стисненим повітрям оболонок. Розрізняють механізоване К.д.л.п., пневмокостри: набірний, багатопорожнинний, комбінований.
- Кріплення для лав зміцнювальне — кріплення, яке крім свого основного призначення виконує функцію зміцнення гірських порід.
- Кріплення для лав індивідуальне — конструктивний різновид кріплення очисних виробок, який складається з окремих рам чи стояків, що переміщуються у вибої за його посуванням без застосування засобів механізації.
- Кріплення для лав ізоляційне — кріплення, призначене для ізолювання відпрацьованих та пожежонебезпечних ділянок від прилеглих до них гірничих виробок.
- Кріплення для лав податливе — кріплення, що допускає зміщення і деформації за межами пружності за умови збереження своєї тримальної здатності.
- Кріплення для лав посадкове — кріплення, призначене для плавного опускання покрівлі та керування її обваленням. Поширене гідравлічне К.д.л.п.
- Кріплення для лав спеціальне — кріплення, яке, крім свого основного призначення, виконує спеціальні функції, наприклад, забезпечення обвалення покрівлі за наміченим напрямом.